# Union Cycliste Internationale

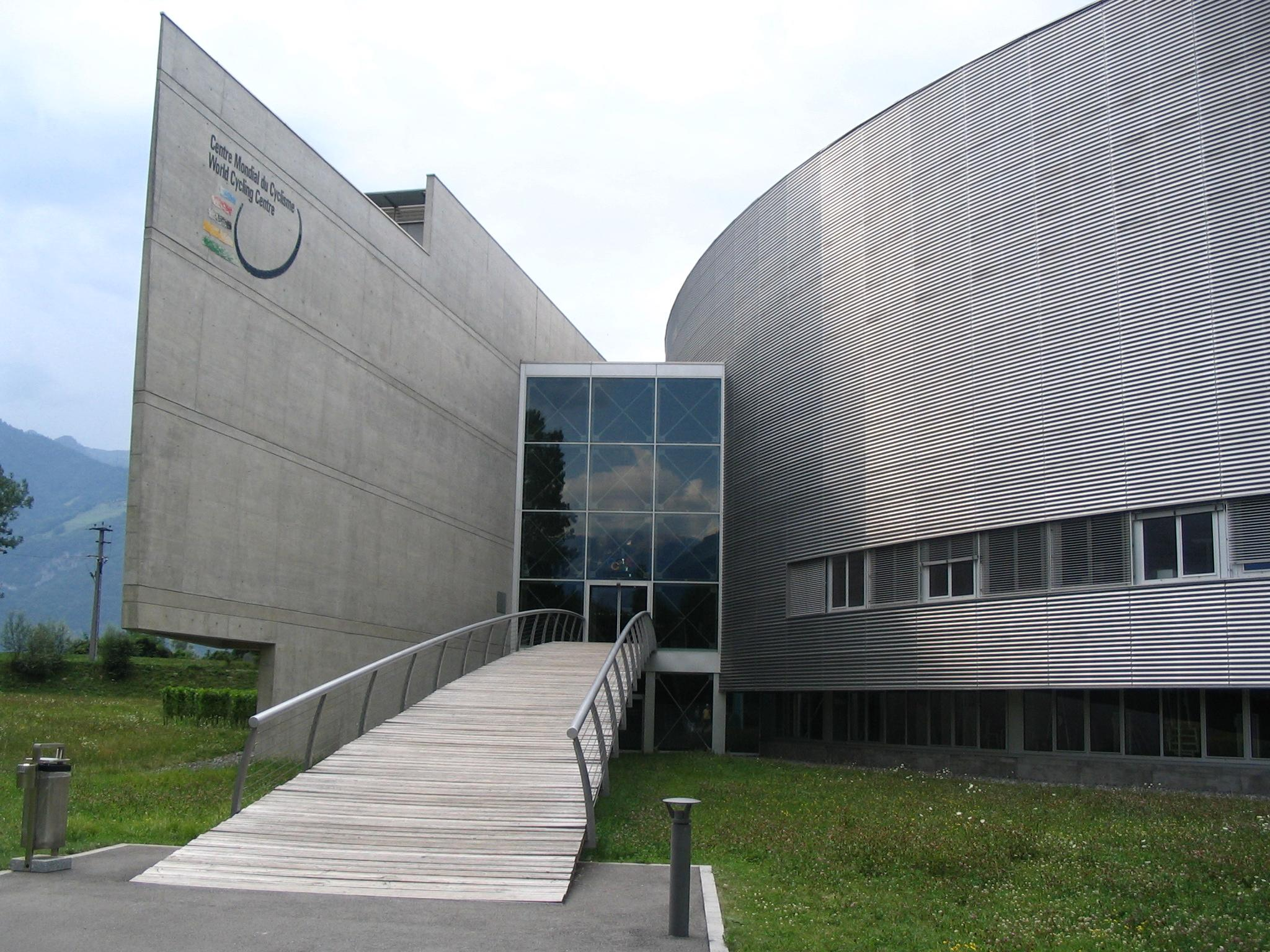
Der Hauptsitz im schweizerischen Aigle

Die Union Cycliste Internationale (französisch für Internationaler Radsport-Verband, kurz UCI) ist der Dachverband nationaler Radsport-Verbände mit Sitz in Aigle in der Schweiz. In ihr sind 205 nationale und fünf kontinentale Radsportverbände organisiert (Stand: 2024), die nach Eigenangaben über eine Million lizenzierte Radsportler repräsentieren.

## Geschichte

### Gründung
Vorgängerorganisation der UCI war der erste internationale Sportverband International Cyclists’ Association (ICA), der 1892 gegründet wurde und bereits 1893 die ersten Weltmeisterschaften ausrichtete. Bei der Gründungsversammlung in London waren alle europäischen Verbände vertreten. Die Verbände Irlands und Schottlands hatten schriftlich ihr Einverständnis mit den Beschlüssen vorab erklärt.
Am 14. April 1900 wurde dann die UCI in Paris durch die nationalen Verbände Belgiens, Frankreichs, Italiens, der Schweiz und der USA gegründet. Erster Präsident war der Belgier Emile De Beukelaer.

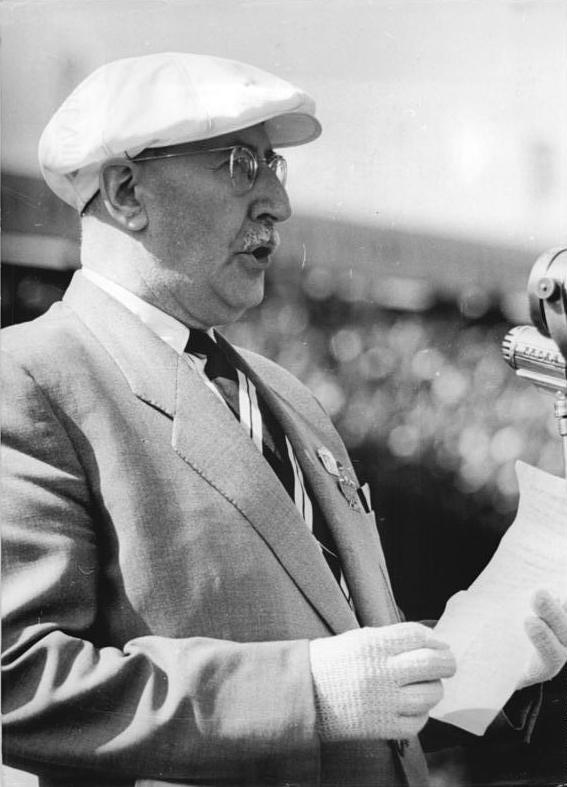
Präsident Achille Joinard eröffnete die Internationale Friedensfahrt 1955

Im Gründungsjahr der UCI fanden die ersten offiziellen Bahnradsport-Weltmeisterschaften statt. 1921 erfolgte die erste Straßenradsport-Weltmeisterschaft, nur für Amateure; erst 1927 kamen die Profis hinzu. Von 1947 bis 1957 war der Franzose Achille Joinard Präsident der UCI. 1950 wurden die ersten Weltmeisterschaften im Querfeldein-Rennen und 1956 im Hallenradsport ausgetragen. 1986 kamen die ersten Trial- und 1990 die ersten offiziellen Mountainbike-Weltmeisterschaften zur Austragung. 1993 folgten die ersten BMX-Rennsport-Weltmeisterschaften. 2002 verlegte die UCI, die bis dahin wie viele andere internationale Sportverbände in Lausanne ansässig war, ihren Sitz nach Aigle.

### Profis, Amateure, Open, Einheitslizenz
Im Jahr 1965 wurden die Fédération Internationale Amateur de Cyclisme (FIAC, frz. für Internationale Amateurradsport-Föderation) und die Fédération Internationale de Cyclisme Professionnel (FICP, frz. für Internationale Profiradsport-Föderation) gegründet. Diese Unter-Verbände der UCI organisierten fortan den schon vorher getrennten Amateur- und Profiradsport, wobei Spitzenamateure den Radsport häufig als sogenannte Staatsamateure faktisch professionell betrieben. Gemeinsame Wettbewerbe von Amateuren und Profis waren selten und wurden als Open-Rennen (engl. für „offen“) bezeichnet. FIAC und FICP wurden 1992 wegen der Aufhebung der Trennung von Amateuren und Profis („Einheitslizenz“) im Zuge der Reformierung der Zulassungsregeln für die Olympischen Spiele aufgelöst. Die letzten nach den Kategorien „Profi“ und „Amateur“ getrennten UCI-Weltmeisterschaften fanden auf der Bahn 1992 und auf der Straße 1995 statt. Die höchste Leistungskategorie im Männer- und Frauenradsport wird seitdem einheitlich als Elite bezeichnet.

### Reform von 2016
Beim 185. Kongress der UCI wurden weitreichende Änderungen der eigenen Verfassung beschlossen. Die Amtszeit des Präsidenten wurde auf drei Wahlperioden beschränkt, damit ist die UCI einer der ersten internationalen Verbände, der diese Grenze formell bestimmt. Vorgesehen wurde auch eine breitere Vertretung der kontinentalen Konföderationen (mindestens zwei Mitglieder) im UCI-Verwaltungsausschuss. Die Zahl der stimmberechtigten Delegierten wurde von sieben auf neun für die African Cycling Federation erhöht.
Zusätzlich wurde eine Geschäftsordnung ausgearbeitet, um die Durchführung künftiger Kongresse zu regeln und sicherzustellen, dass Wahlen in einer demokratischen, transparenten Weise durchgeführt werden. Die Wahlkongresse werden künftig von einem externen Notar beziehungsweise Rechtsanwalt überwacht. Bei Unregelmäßigkeiten sollen diese der dreiköpfigen Ethikkommission gemeldet werden, die sich bei Kongressen vor Ort befinden wird. Künftig sollen auch die stimmberechtigten Delegierten von den nationalen Verbänden demokratisch gewählt werden. Der Ethikkodex wurde überarbeitet und seine Anwendung auf UCI- und CADF-Mitarbeiter, Berater und Rennveranstalter beschlossen. Präsident Brian Cookson zeigte sich überzeugt, dass diese Reformen die Glaubwürdigkeit der UCI stärken würden.

## Verbände und Mitgliedschaften
Die UCI ist der vom Internationalen Olympischen Komitee (IOC) anerkannte Fachsportverband für den Radsport, im Auftrag des Internationalen Paralympischen Komitees ist sie für die Sparte Paracycling zuständig. Über ihre Mitgliedschaft in der Vereinigung der olympischen Sommersport-Verbände (ASOIF) ist die UCI in SportAccord vertreten, der zentralen Dachorganisation der Sportverbände weltweit.
Der UCI gehören (mit Stand 2024) 205 nationale Radsportverbände an, die in fünf Kontinentalverbände gegliedert sind. Bei letzteren handelt es sich um:
- Afrika: Confédération Africaine de Cyclisme (CAC)
- Amerika: Confederación Panamericana de Ciclismo (COPACI)
- Asien: Asian Cycling Confederation (ACC)
- Europa: Union Européenne de Cyclisme (UEC)
- Ozeanien: Oceania Cycling Confederation (OCC)

Aufgabe der Kontinentalverbände ist u. a. die Ausrichtung kontinentaler Meisterschaften in den verschiedenen Radsport-Disziplinen.
Die Einteilung der nationalen Verbände entspricht weitgehend denen der Nationalen Olympischen Komitees, einschließlich der Aufteilung in kontinentale Dachverbände. Dazu gehören einige Gebiete mit eingeschränkter oder umstrittener Souveränität wie Taiwan, der Kosovo, Palästina, der Vatikan sowie die Cook-Inseln. Einige Überseegebiete bzw. Teilgebiete Frankreichs, Chinas, der Niederlande, der USA und Großbritanniens gehören als Vollmitglieder sowohl der UCI als auch ihren jeweiligen Kontinentalverbänden an, so z. B. Hongkong oder Puerto Rico. Andere Überseegebiete sind als assoziierte Mitglieder in den entsprechenden Kontinentalverbänden organisiert (was ihnen die Teilhabe an regionalen Veranstaltungen ermöglicht), gehören aber nicht direkt der UCI an.
Als einzige IOC-Mitglieder (und souveräne Staaten) sind Papua-Neuguinea und eine Reihe kleinerer ozeanischer Inselstaaten nicht in der UCI vertreten. Bei den UCI-Mitgliedern, die nicht im IOC vertreten sind, handelt es sich um Anguilla, Curaçao, Macau, Sint Maarten und den Vatikan. Über die Aufnahme neuer Mitgliedsverbände entscheidet der UCI-Kongress, der in der Regel jedes Jahr anlässlich der Straßenradsport-Weltmeisterschaften tagt.

## Selbstsicht der UCI
Die UCI hat ihre Aufgaben folgendermaßen formuliert (freie Übersetzung aus dem Englischen):
Ohne Diskriminierung von irgendjemandem und in enger Zusammenarbeit mit den nationalen Verbänden und anderen Organisationen alle Aspekte des Radfahrens weiterzuentwickeln und zu bewerben. Alle Aspekte des Radfahrens steht dabei für
- den Sport mit seinen natürlichen und universalen Werten des Wettkampfs, der Leistungen und charakterlichen Entwicklung, der Gesundheit und des Fair-Plays,
- eine gesunde Form der Freizeitgestaltung und des Transports.

## Veranstaltungen
Die UCI organisiert teilt den Radsport in eine Reihe von Disziplinen ein und richtet für diese jeweils Weltmeisterschaften bzw. Rennserien wie die UCI-Weltcups aus. Im Straßenradsport sind insbesondere die UCI WorldTour bzw. UCI Women’s WorldTour zu nennen. Mit Stand 2025 ist die Liste der Disziplinen wie folgt:
- Bahnradsport
- BMX-Freestyle
- BMX-Rennsport
- Cyclocross
- E-Cycling
- Gravelrennen
- Hallenradsport
- Mountainbikesport
- Paracycling
- Straßenradsport
- Trial

Die Disziplinen haben jeweils ihr eigenes Regelwerk. Bis auf E-Cycling und Gravelrennen haben sie ihre eigene Fachkommission und entsenden Vertreter in die Athletenkommission. Gravelrennen und Gran Fondos sind unter der Marke Breitensport (Cycling for all bzw. Cyclisme pour tous) zusammengefasst. Innerhalb der Disziplinen gibt es unterschiedliche Wettkampfformen, etwa Straßenrennen und Einzelzeitfahren im Straßenradsport
Seit 2015 richtet die UCI jährlich eine UCI Cycling Gala aus. Bei dieser werden zum Ende der Straßenradsport-Saison die weltbesten Fahrer ausgezeichnet.

## Kritik

### Doping
Organisation und inhaltliche Positionen der UCI sind stark umstritten. Die Glaubwürdigkeit ihres früheren Präsidenten Hein Verbruggen gilt als angeschlagen, seit dieser vor Bekanntwerden der Dopingaffäre um Lance Armstrong eindeutig Stellung für den mehrfachen Toursieger bezog und erklärte, er wisse, dass Armstrong keine Doping-Präparate verwende.
Der UCI wird vorgeworfen, in der Vergangenheit wiederholt nachlässig mit Dopingnachweisen umgegangen zu sein und gegenüber der Öffentlichkeit auf Vertuschung statt auf Aufklärung gesetzt zu haben. Im Gegensatz zur technischen Entwicklung würde demnach der Fortschritt des Dopings trotz tödlicher Fälle wie Tom Simpson nie energisch behindert und lange Zeit durch geringe Strafen geradezu in Kauf genommen. Im Rahmen der Wahl des UCI-Präsidenten Pat McQuaid im September 2005 wurden der UCI und McQuaids Vorgänger Verbruggen Manipulation vorgeworfen. Die Tour de France 2008 wurde unter Oberaufsicht des französischen Radsportverbands und nicht mehr der UCI durchgeführt. Als Reaktion darauf drohte die UCI teilnehmenden Teams mit Bestrafung und suspendierte den französischen Radsportverband.
Die von der UCI nach Pat McQuaids Abwahl durch den neuen Präsidenten Brian Cookson eingesetzte Cycling Independent Reform Commission (Abk. CRIC, en., dt.: Unabhängige Radsport Reform-Kommission) veröffentlichte am 9. März 2015 ihre Ergebnisse zur Untersuchung der Dopingverwicklungen des Verbands. Dabei ergaben sich keine Beweise für Bestechung. Die CRIC verwies jedoch auf zahlreiche Verstöße der UCI gegen das Antidoping-Reglement und gegen Good-Governance-Prinzipien während der Amtszeit vom McQuaid und seines Vorgängers Verbruggen hin, insbesondere zur Begünstigung von Lance Armstrong.
Die Verfahren wegen Dopingverstössen unterliegen der Verantwortung der nationalen Radsport-Verbände. Dadurch kommt es immer wieder zu Konflikten zwischen den Landesverbänden und der UCI, die zur Entscheidung dem Internationalen Sportgerichtshof (CAS) vorgelegt werden mussten. Während der UCI-Konferenz im Rahmen der Straßenradsport-Weltmeisterschaften 2014 im spanischen Ponferrada wurde beschlossen, ab 2015 ein unabhängiges internationales Anti-Doping-Tribunal einzusetzen, das einheitliche Strafen verhängen und die Urteile in einem überschaubaren zeitlichen Rahmen fällen soll.
Am 13. März 2015 gab die UCI einige Änderungen aufgrund der Empfehlungen der CIRC bekannt, insbesondere ein strengeres Verfahren bei der Vergabe der Therapeutic Use Exemptions.

### Technik
Kritiker bemängeln außerdem eine zu starke Reglementierung der technischen Entwicklung des Radsports. So werde die Entwicklung neuer Rahmenformen durch Festhalten am althergebrachten Diamantrahmen behindert. Aerodynamische Sitzpositionen und Lenker – wie sie beim Stundenweltrekord zum Einsatz kamen – reglementiere man ebenfalls zu stark. Auch alternative Konzepte wie das Liegerad würden außen vor gelassen, was deren breitensportliche Entwicklung hemme. Demgegenüber betonen Befürworter der Reglementierung den Aspekt der objektiveren Vergleichbarkeit der sportlichen Leistung.

### Radrennen auf der Krim
Am 22. und 23. Mai fand 2015 auf der Krim das internationale FreeRate DH statt. Die Veranstaltung wurde in den internationalen Mountainbike-Kalender als russisches Radrennen aufgenommen. Damit war die UCI der erste internationale Sportverband, der auf der völkerrechtswidrig von Russland annektierten Krim einen internationalen Wettbewerb unter Hoheit des russischen Verbandes austragen ließ. Im November 2015 revidierte die UCI ihre Entscheidung und gab bekannt, das Rennen aus dem internationalen Kalender zu streichen.

### Zuordnung von trans Frauen
Im Juli 2023 hat die UCI bekannt gegeben, dass trans Frauen nicht mehr an Frauen-Rennen teilnehmen dürfen wenn sie die männliche Pubertät durchlaufen haben. Die UCI war dabei einer im März 2023 vom internationalen Leichtathletikverband getroffenen Entscheidung gefolgt. Bei den Masters wurde von der UCI die Kategorie Männer in Männer/Offen umbenannt und steht für jene trans Frauen, die zu Frauen-Rennen nicht zugelassen sind, offen. Dies hatte von verschiedenen Seiten Vorwürfe der Transfeindlichkeit zur Folge, unter anderem von der bekannten trans Fahrerin Emily Bridges.

## Athletenkommission
Im Jahr 2010 wurde erstmals eine Athletenkommission eingerichtet, die zunächst aus zum Teil gewählten und zum Teil genannten Sportlerinnen und Sportlern aus allen Disziplinen bestand. Im Zuge der Reform des Radsports durch die 2013 neu gewählte UCI-Führung um Präsident Brian Cookson wurde diese Kommission im Jahr 2015 reformiert. Die Auswahl der Mitglieder erfolgt in einem zweistufigen Verfahren: Zunächst nominieren die nationalen Verbände Kandidaten: Je Athletin und ein Athlet aus den Disziplinen Straße, MTB, Bahn, BMX und Paracycling sowie jeweils einen Athlet oder Athletin aus den Disziplinen Cyclocross, Trial und Hallenradsport. Die Kandidaten müssen aktiv sein oder jüngst ihre Karriere beendet haben. Aus diesem Kandidatenkreis wählen erstmals nur die Athleten ihre Vertreter. Gewählt werden entsprechend der Kandidatenauswahl jeweils geschlechterparitätisch zwei Vertreter der olympischen Disziplinen und eine Athletin oder ein Athlet aus den nichtolympischen Disziplinen.
Im Juni 2015 wurden die Athletenvertreter vorgestellt:
- Straßenradsport: Bobbie Traksel, der zum Präsidenten gewählt wurde[32] und Iris Slappendel (beide Niederlande),
- Bahnradsport: Kévin Sireau (Frankreich) und Anna Meares (Australien),
- Mountainbike: Greg Minnaar (Südafrika) und Georgia Gould (USA),
- BMX: Donny Robinson (USA) und Mariana Pajón (Kolumbien),
- Para-Cycling: Tobias Fankhauser (Schweiz) und Greta Neimanas (USA) sowie
- Cross: Marianne Vos (Niederlande)
- Hallenradsport: Manuel Kopp (Deutschland)
- Trial: Kenny Belaey (Belgien)

## Centre Mondial du Cyclisme / World Cycling Centre
Seit 2002 unterhält die UCI im schweizerischen Aigle das Internationale Radsportzentrum (französisch Centre Mondial du Cyclisme; englisch World Cycling Centre), das ihr als Hauptquartier dient. Darüber hinaus dient es als Trainingszentrum für junge Radsportler aus der ganzen Welt, die ein olympisches Stipendium erhalten.
Neben dem Zentrum in Aigle richtet die UCI nach und nach weitere Trainingscenter weltweit ein, sogenannte „WCC Satellite Centers“. Mit Stand 2022 gibt es diese in Anadia (Portugal), Potchefstroom (Südafrika), Shuzenji (Japan), Yeongju bzw. Yangyang in Korea sowie Neu-Delhi (Indien).